# Lillsjön (Anundsjö socken, Ångermanland, 706773-159695)
Lillsjön är en sjö i Örnsköldsviks kommun i Ångermanland och ingår i Moälvens huvudavrinningsområde. Sjön har en area på 0,123 kvadratkilometer och ligger 243,2 meter över havet. Sjön avvattnas av vattendraget Moälven (Åselån).

## Delavrinningsområde
Lillsjön ingår i det delavrinningsområde (706857-159779) som SMHI kallar för Utloppet av Lillsjön. Medelhöjden är 296 meter över havet och ytan är 4,09 kvadratkilometer. Räknas de 29 avrinningsområdena uppströms in blir den ackumulerade arean 296,87 kvadratkilometer. Avrinningsområdets utflöde Moälven (Åselån) mynnar i havet. Avrinningsområdet består mestadels av skog (87 procent). Avrinningsområdet har 0,12 kvadratkilometer vattenytor vilket ger det en sjöprocent på 3 procent.